# 大話新聞
大話新聞（たいわしんぶん）とは、三立テレビによって2002年11月から放送されている台湾の生放送の政論番組である。
今は鄭弘儀、一人によって進行されているが、放送当初は姜玉鳳と共に進行していた。

## 概要

### 放送内容
政客や政治評論家などと共に、ニュース（主に政治）を討論する番組である。
テーマの節目で複数の視聴者から電話で意見を聞く部分がある（Call-in）。
Call-inが終わった後、視聴者から指摘された部分は弁解や討論をするのがこの番組の特色。
週末は録画番組になることが多い。（元々録画番組の場合、出演者の発言字幕がでる）
同じ時間帯のライバル政論番組は、民視：頭家來開講、TVBS：2100全民開講(いまはTVBS: 2100少康戰情室)、中天：文茜小妹大　の3つ。
2007年の中ごろから日本統治時代の台湾についての番組を土日に放送開始。日本統治時代と国民党の台湾の建設の内容を写真や本などの資料に用いて比較しているが、一部の資料などを誇張して伝える時がある。

### 政治的立場
司会者の鄭弘儀は、生涯泛緑連盟を支持すると表明している。

## 放送時間
54チャンネル（三立新聞台）
21:00～23:00（日本時間：22:00～24:00）　ほぼ毎日放送。新春の時はお休み。

## 主要ゲスト
- 林建隆（東呉大学英文学科副教授，台視連続ドラマ「流氓教授」主人公）
- 徐永明（東呉大学政治学科助理教授，国立中山大学政治学研究所）
- 洪裕宏（国立陽明大学神経科学研究所教授、21世紀憲改聯盟総召集人、澄社執行委員）
- 鍾年晃（台湾角社社長、前聯合報、元蘋果日報記者）
- 陳立宏（廣播節目主持人、台湾角社副社長、台湾角社初代社長、元中国国民党党員）
- 呉国棟（ジャーナリスト、前中国時報記者）
- 程金蘭（ジャーナリスト、前中国時報記者）
- 王定宇（民進党の台南市議員）
- 林昶佐（Freddy）（歌手と時代力量の台北市立法員）
- 候漢君（国立台北大學公共行政系副教授）
- 何博文（ジャーナリスト、前新聞記者）
- 莊瑞雄（民進党の台北市議員）